# Grêmio Atlético Coariense
El Grêmio Atlético Coariense es un equipo de fútbol de Brasil que actualmente se encuentra inactivo.

## Historia
Fue fundado el 6 de enero de 1977 en la ciudad de Coari, ubicada en el centro del estado de Amazonas y en sus primeros años pasó siendo un equipo aficionado que participaba en los torneos distritales. En 1991 participa por primera vez en una competición estatal en la Copa de Amazonas, donde fue eliminado en la primera ronda por el Sao Raimundo Esporte Clube.
En 2003 el club pasa a ser de categoría profesional con la autorización de la Federación Amazonense de Fútbol, llegando a la final de la Copa de Amazonas, que a pesar de haber perdido, consiguió la clasificación para el Campeonato Brasileño de Serie C en ese año.
Su primera participación en un torneo a escala nacional fue bastante positivo, ya que estuvo cerca de lograr el ascenso al Campeonato Brasileño de Serie B luego de terminar en el décimo lugar de la liga, mientras que en el torneo estatal logró avanzar a la final que terminaron perdiendo ante el Sao Raimundo Esporte Clube, aunque con ello volverían a participar en el Campeonato Brasileño de Serie C para 2005.
En su segunda aparición en la tercera división nacional superó la primera ronda, pero fue eliminado por el Rio Branco Football Club del estado de Acre en la siguiente ronda y terminaron en el lugar 60 de la liga. En el Campeonato Amazonense se convirtieron en el primer equipo del interior del estado en ganar el campeonato venciendo en la final al Nacional Futebol Clube, uno de los equipos grandes del estado de Amazonas, con lo que logró la clasificación para la Copa de Brasil por primera vez en su historia.
En la Copa de Brasil de 2006 fue eliminado en la primera ronda por el Clube do Remo del estado de Pará. En 2007 el club pierde la licencia de competición por problemas financieros y la falta de apoyo del municipio de Coari, regresando en el 2010 en la segunda división estatal, consiguiendo el campeonato de la segunda división, pero le fue negado el ascenso al Campeonato Amazonense al año siguiente por tener un jugador de manera irregular en el equipo, lo que le constó la pérdida de puntos, la suspensión de competiciones estatales por dos años y el pago de una multa de 20.000 reales; además el jugador fue suspendido de por vida por el fraude con los documentos.

## Palmarés
- Campeonato Amazonense: 1

2005
- Amazonense B: 1

2011
- Copa de Amazonas: 1

2011

## Entrenadores
- Luís Carlos Winck (2005)[8]
- João Carlos Cavalo (2005)[9]
- João Carlos Cavalo (2010)[9]
- Edson Angelo (2011)[10]
- Carlos Tozzi (2011)[11]